# Jasmine Liu
Jasmine Leata Liu (* 2. September 2002 in Vaitogi) ist eine amerikanisch-samoanische Beachhandballspielerin.

## Karriere
Jasmine Liu startet für die CaBoom Athletic Club of Ili'ili. Die Flügelspielerin gehört zur Gründergeneration des Handballs, insbesondere des Beachhandballs, in Amerikanisch-Samoa. Sie gehörte zum Kader ihres Verbandes, der bei den U-17-Ozeanienmeisterschaften auf Rarotonga, Cookinseln, gegen das favorisierte australische Team den Titel gewann und sich damit für die Junioren-Weltmeisterschaften auf Mauritius qualifizierte. Mit einem weiteren Sieg über Australien erreichte die Mannschaft den 12. Platz und  darüber hinaus auch die Qualifikation zu den Olympischen Jugend-Sommerspiele 2018. Im Februar 2018 gab Liu ihr Debüt in der A-Nationalmannschaft bei den Ozeanien-Meisterschaften in Glenelg. Hier konnte die junge Mannschaft Amerikanisch-Samoas die Mannschaft Neuseelands hinter sich lassen und musste sich einzig Australien geschlagen geben. Damit wurde die Mannschaft das erste Mal Vize-Ozeanienmeister. Auch in Buenos Aires gehörte Liu als jüngste Spielerin ihres Teams zum Kader, der den elften Platz belegte.

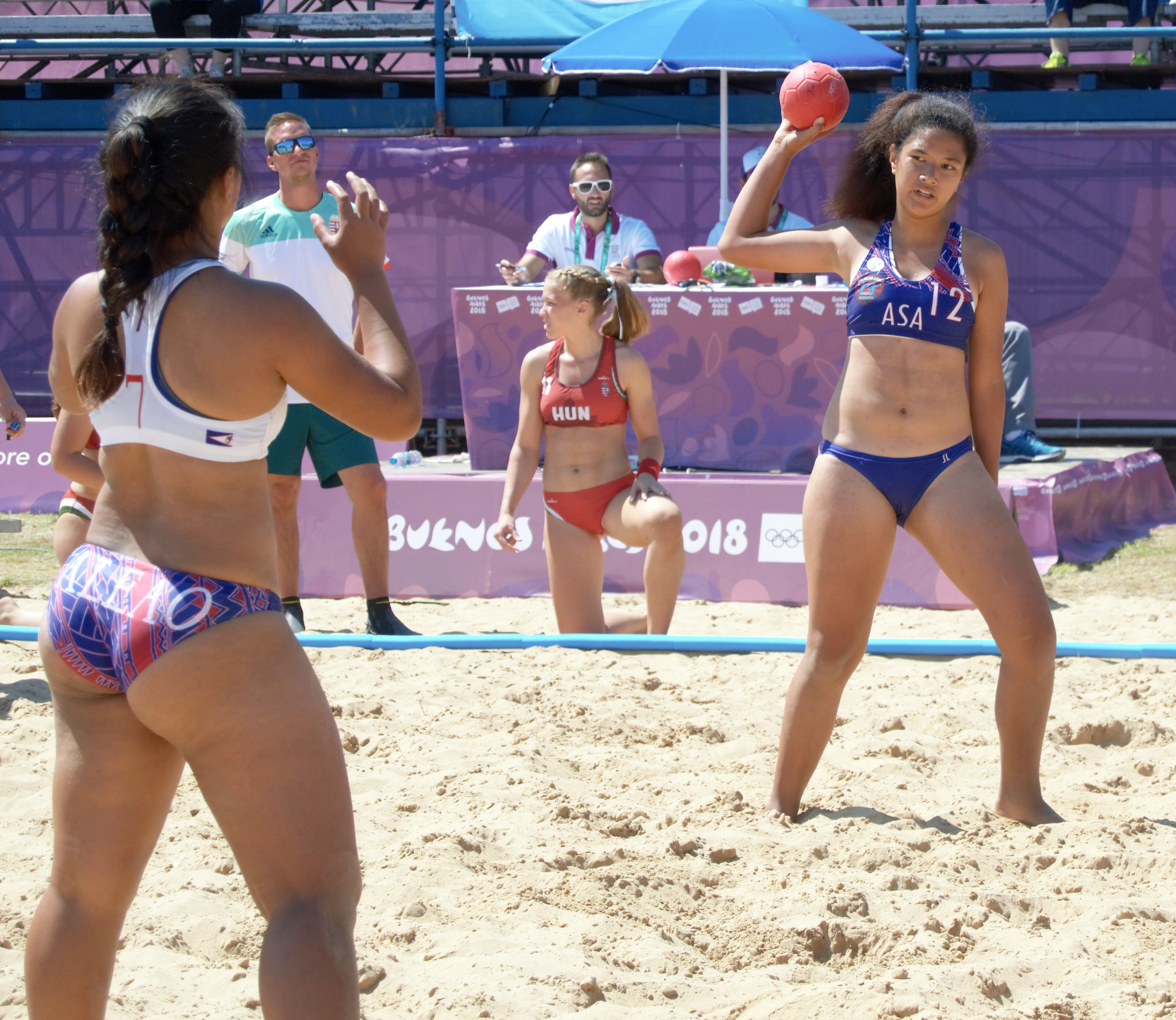
Jasmine Liu beim Spielaufbau im Vorrundenspiel gegen Ungarn bei den Olympischen Jugendspielen 2018

Im Jahr darauf gehörte Liu zur A-Nationalmannschaft Amerikanisch-Samoas. Bei den kontinentalen Meisterschaften Ozeaniens 2019 und den parallel ausgetragenen Australischen Meisterschaften, bei denen die Mannschaft aus Amerikanisch-Samoa als Vereinsmannschaft antrat, gewann das Team in Glenelg in beiden Wettbewerben die Silbermedaillen. Im Turnier um die australische Meisterschaft wurden die Frauen Amerikanisch-Samoas von der Gastspielerin Hannah Mouncey unterstützt. Im Rahmen der kontinentalen Meisterschaften musste sich die Mannschaft von Amerikanisch-Samoa erneut einzig Australien geschlagen geben und gewann nicht nur gegen die Vertretung der Cookinseln und Kiribatis, sondern erneut auch die Mannschaft Neuseelands. Das erste Mal nahm hier auch ihre jüngere Schwester Lynette teil und wurde sogleich als beste Spielerin des Turniers ausgezeichnet. Im weiteren Jahresverlauf nahm Liu mit der Nachwuchs-Hallen-Nationalmannschaft an der IHF Handball Trophy 2019 (U 19) auf Neukaledonien teil und verpasste mit ihrer Mannschaft dort als Viertplatzierte knapp den Gewinn einer weiteren Medaille. Aufgrund der COVID-19-Pandemie konnten die Mannschaft bis 2022 nicht mehr an internationalen Wettbewerben teilnehmen, erst 2022 kehrte Liu im Rahmen der US-Beach-Tour beim SoCalCup 2022 mit ihrer Mannschaft auf die internationale Bühne zurück, erreichte mit dem Team das Finale und gewann am Ende Silber bei diesem prestigeträchtigen Wettbewerb.

## Einzelbelege
1. ↑  U17 Beach Handball Boys claim gold and Girls sliver at Oceania Champs (Memento vom 3. März 2019 im Internet Archive) (englisch)
2. ↑  Our beach handball team to Argentina 2018 (englisch)
3. ↑  Biggest ever Australian Beach Handball Open Club Championship a success. In: Handball Australia. 28. Februar 2018, abgerufen am 3. November 2022 (amerikanisches Englisch).
4. ↑  Detaillierte Statistik der Olympischen Jugendspiele (Memento vom 15. Oktober 2018 im Internet Archive) (englisch)
5. ↑  American Samoa Women's Beach Handball Team wins silver in Australia. 14. März 2019, abgerufen am 7. Dezember 2022 (englisch).
Beach Handball – Oceania Qualifiers & Aust Champs – 2019. Abgerufen am 7. Dezember 2022.
Handball championships underway in Australia — American Samoa teams are there. Abgerufen am 7. Dezember 2022.
Handballers win bronze. Abgerufen am 7. Dezember 2022 (britisches Englisch).
6. ↑  American Samoa Handball Team crushes Fiji at U19 Women’s tourney. 15. August 2019, abgerufen am 7. Dezember 2022 (englisch).
IHF | New Caledonia win IHF Trophy – Oceania titles. Abgerufen am 7. Dezember 2022.
7. ↑  2022 ASA. Abgerufen am 2. Oktober 2022.
2022 ASA. Abgerufen am 7. Dezember 2022.
2022 ASA vs Twist n Shout 1st half. Abgerufen am 7. Dezember 2022 (deutsch).
2022 ASA vs Twist n Shout 2nd half. Abgerufen am 7. Dezember 2022 (deutsch).

| Personendaten    | Personendaten                                   |
| ---------------- | ----------------------------------------------- |
| NAME             | Liu, Jasmine                                    |
| ALTERNATIVNAMEN  | Liu, Jasmine Leata (vollständiger Name)         |
| KURZBESCHREIBUNG | amerikanisch-samoanische Beachhandballspielerin |
| GEBURTSDATUM     | 2. September 2002                               |
| GEBURTSORT       | Vaitogi                                         |